# 2008년 하계 올림픽 아르헨티나 선수단
2008년 하계 올림픽 아르헨티나 선수단은 중화인민공화국 베이징에서 개최된 2008년 하계 올림픽에 참가한 올림픽 아르헨티나 선수단이다. 특히 남자 축구 종목에서는 리오넬 메시, 후안 로만 리켈메, 세르히오 아구에로, 앙헬 디 마리아, 하비에르 마스체라노 등의 스타 플레이어들이 출전해서 화제가 되었다.

## 수영
남자
| 선수 | 세부 종목 | 예선 | 예선 | 준결선 | 준결선 | 결선 | 결선      |
| 선수 | 세부 종목 | 기록 | 순위 | 기록   | 순위   | 기록 | 최종 순위 |

## 육상

### 남자
트랙 / 도로 경기
| 선수 | 세부 종목 | 1차 예선 | 1차 예선 | 2차 예선 | 2차 예선 | 준결선 | 준결선 | 결선 | 결선      |
| 선수 | 세부 종목 | 기록     | 순위     | 기록     | 순위     | 기록   | 순위   | 기록 | 최종 순위 |

## 참고 자료
- (영어) “Argentina at the 2008 Beijing Summer Games”. SR/Olympic Sports. 2008년 12월 29일에 원본 문서에서 보존된 문서. 2011년 10월 8일에 확인함.